# Debreczy Sándor
Debreczy Sándor (Kászonújfalu, 1907. február 23. – Kolozsvár, 1978. augusztus 30.) magyar pedagógiai író, egyetemi oktató, Vizi Ildikó apja.

## Életpályája
Középiskolai tanulmányait a sepsiszentgyörgyi Székely Mikó Kollégiumban, főiskolai tanulmányait a kolozsvári Ferdinand-egyetemen (1925–28), majd a párizsi Sorbonne-on végezte. Doktori disszertációja szerzői kiadásban jelent meg (Monumente în manuscris de limbă și literatură maghiară din Muzeul Național Săcuiesc din Sft. Gheorghe, Sepsiszentgyörgy 1938). Sepsiszentgyörgyön és Kolozsvárt volt magyar irodalom szakos tanár 1944-ig, négyéves hadifogság után a Bolyai, majd a Babeș–Bolyai Tudományegyetem előadótanára 1968-ig.
Irodalmi publicisztikával jelentkezett: a Székely Nép munkatársa (1930–43), a Hitelben az irodalmi műveltségről és népművelésről értekezett (1938), a Kristóf-emlékkönyvben az erdélyi modern széppróza népi hősét mutatta be (1939).
Kőrösi Csoma Sándor csodálatos élete című népszerű monográfiája két kiadásban jelent meg (Sepsiszentgyörgy 1938, 1942). Mint a magyar irodalmi tanszék módszertani előadójának, Egyetemi didaktikai jegyzetét adta ki a Bolyai Tudományegyetem (Kolozsvár 1955); Az igazgató óralátogatása az oktatási folyamat irányításának és ellenőrzésének eszköze c. tanulmányát a Tanárképző Intézet jelentette meg (Kolozsvár 1956); pedagógiai kérdéseket fejtegetett a Korunk és a Tanügyi Újság hasábjain (1958–68). A magyar nyelv és irodalom tanításának módszertana című munkája (1970) összefoglalta a nyelv és irodalom tanításának korszerű eljárásait és technikai eszközeit (audiovizuális, programozott oktatás). A helyesírás tanítása cím alatt módszertani útmutatót írt a magyar általános iskolák számára (Szabó Hajnallal, 1973).

## Lásd még
- Kőrösi Csoma Sándor emlékezete Erdélyben
- Tanügyi és Pedagógiai Könyvkiadó